# 複雜性局部疼痛症候群
複雜性局部疼痛症候群（英語：Complex regional pain syndrome，縮寫為 ）是一种以长期过度疼痛和發炎为特征，在受伤后出现的疾病。其他症状通常包括肿胀、皮肤变化、活动范围受限及患处温度变化。最常始于肢体，但可能扩散至其他部位。
目前仍不清楚发生的機轉。誘發因子通常是某种类型的组织损伤，最常见的是骨折。危险因子包括心理壓力。其潜在機轉包括神经传递异常、自主神经失调和中枢敏化。它是一种神经性疼痛，並有两种亚型。在排除其他可能疾病後，才依症状诊断。
特定治疗的研究证据总体而言不佳。可能的處置包括物理治療、认知行为疗法、皮質類固醇、加巴喷丁、度洛西汀、利多卡因贴剂、類阿片药物、氯胺酮、双磷酸盐和神经阻滞剂 。物理治疗部分包括分级运动意象疗法和镜像疗法。治療结果並不一致。
每年每 100,000 人中，新診斷的约有 6 人。女性患病率是男性的三倍。发病年龄常在 40 岁左右。最早由西拉斯·韦尔·米切尔于 1864 年描述這個疾病。